# Prionota (Prionota) seguyi
Prionota (Prionota) seguyi is een tweevleugelige uit de familie langpootmuggen (Tipulidae). De soort komt voor in het Oriëntaals gebied.